# Likud Yisrael Beiteinu
Likud Yisrael Beiteinu (en hebreo: הליכוד ישראל ביתנו) a menudo se referían a esta coalición electoral en los medios de comunicación israelíes como Likud Beiteinu (en hebreo: הליכוד ביתנו ) fue el nombre de una coalición electoral israelí, formada en 2012 entre el partido de centro-derecha Likud y la formación de derecha Israel Beiteinu, para participar juntos en las elecciones legislativas de Israel en 2013. El 25 de octubre de 2012, varios días después de la decisión de disolver la 18.ª legislatura de la Knesset, se tomó la decisión de celebrar las elecciones generales, el primer ministro Benjamin Netanyahu y el Ministro de Relaciones Exteriores Avigdor Lieberman, convocaron una conferencia de prensa conjunta, en la que se anunció por primera vez que sus respectivos partidos habían establecido una alianza electoral y hacían los preparativos para presentarse juntos a las elecciones a la 19.ª legislatura de la Knéset que se celebró en enero de 2013. Cuatro días más tarde, el Comité Central del Likud aprobó la decisión.
Según Lieberman, la decisión fue tomada dos meses antes de que el evento fuera anunciado. Inicialmente, el movimiento encontró la oposición de un número de prominentes miembros del Likud, dirigidos por Michael Eitán, quien se refirió a la medida como "la destrucción del Likud", sin embargo, después de la aprobación de la medida por el Comité Central del Likud, declaró que aceptaba la decisión de la comisión. Eitán más tarde perdió las primarias del Likud, y no estuvo en la lista electoral conjunta.
- Datos: Q2813338